# USS Los Angeles
A USS Los Angeles az amerikai haditengerészet legsikeresebb merev vázas léghajója volt, amelyet a német Zeppelin-cég készített. Először 1924. augusztus 27-én emelkedett a levegőbe.

## Pályafutása
Az első világháború után a győztes hatalmak a német léghajóépítő ipar lerombolására készültek, de a Hugo Eckener vezette Zeppelin-cég meggyőzte őket arról, hogy engedjék meg egy interkontinentális léghajó építését. Az amerikaiak kezdetben húzódoztak az ötlettől, a britek, akik megtapasztalták a zeppelinek háborús pusztítását, 
kategorikusan ellenezték azt, különösen az általuk gyártott, majd az amerikaiaknak eladott R38 pusztulása után. Végül kompromisszum született: a Zeppelin-gyár engedélyt kapott egy új, polgári célokra használható léghajó építésére. Ez lett az LZ 126, amelyet az amerikaiak ZR–3-ként lajstromoztak, majd USS Los Angelesre neveztek át. Az LZ 126 építése életben tartotta a német léghajóipart.
1924. október 12-én Eckener parancsnoksága alatt a léghajó elindult a németországi Friedrichshafenből az Amerikai Egyesült Államokba. A légi jármű október 15-én 9.56 perckor landolt a lakehursti támaszponton. Charles Lindbergh 1927. májusi útjáig senki nem repülte át az Atlanti-óceánt megszakítás nélkül. A léghajó legénységét fogadta a Fehér Házban Calvin Coolidge elnök.
A ZR-3 első, amerikai parancsnokság alatti útjára várni kellett, amíg a USS Shenandoah befejezi országjárását. Az amerikaiak ugyanis a németek által alkalmazott hidrogén helyett héliumot használtak a léghajók feltöltésére, de a gázból nem állt rendelkezésükre annyi, hogy egyszerre két gépet is működtessenek. Miután a USS Shenandoahból átjuttatták a gázt a ZR-3-ba, 1924. november 25-én a levegőbe emelkedett a léghajó, és elrepült a Washingtonhoz közeli Anacostia haditengerészeti légi bázisra. Az elnök felesége a hajót Los Angelesnek keresztelte, és ezzel a jármű megkezdte szolgálatát az amerikai haditengerészet kötelékében.
Mivel a hajó deklaráltan polgári célokra készült, a Zeppelin-gyárban felszerelték a hosszú távú kereskedelmi repüléshez szükséges kényelmi berendezésekkel, például egy nagy utaskabinnal, amelyben aludni lehetett, és megteremtették a meleg ételek feltálalásának lehetőségét is. A haditengerészet kiképző léghajóként használta a USS Los Angelest, és olyan feladatokat gyakoroltatott vele – kikötést hajóra szerelt árbóchoz, repülőgép indítása –, amelyek nyilvánvalóan nem polgári célokat szolgáltak. Akárcsak a USS Shenandoah, a USS Los Angeles is tett túrákat az Egyesült Államokban a haditengerészet léghajó-programjának népszerűsítése érdekében.

## Technikai adatok
A USS Los Angeles hossza 199,5 méter, átmérője 27,6 méter volt, a hajótest 73 ezer 600 köbméter gázt fogadott be. 127 kilométer per órás sebességre volt képes az öt darab 12 hengeres Maybach VL-1 motornak köszönhetően. Legénysége tíz tisztből és 33 haditengerészből állt. Utolsó repülése 1932. június 24-25-én volt; 331 útján 4181 órát repült.

## Galéria

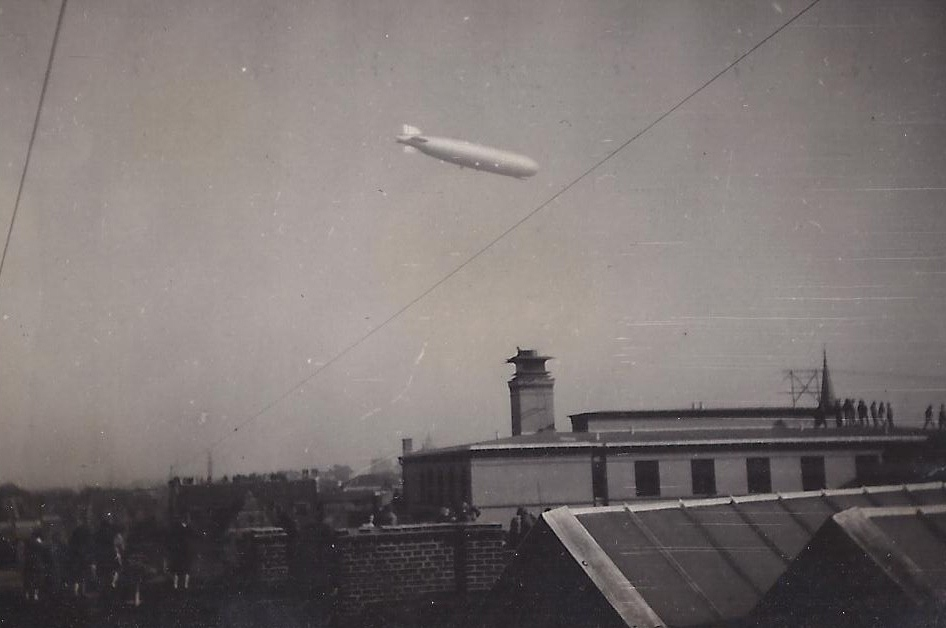
Tesztrepülés Berlin felett
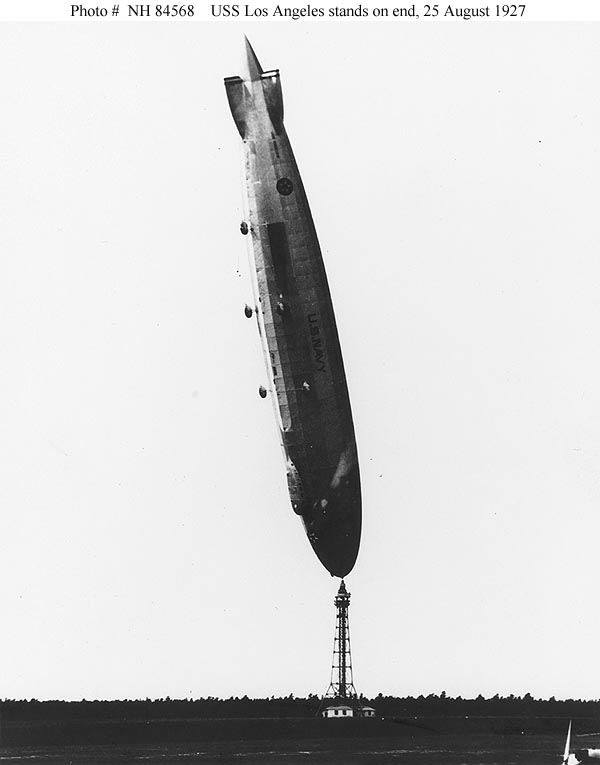
Csaknem függőlegesen
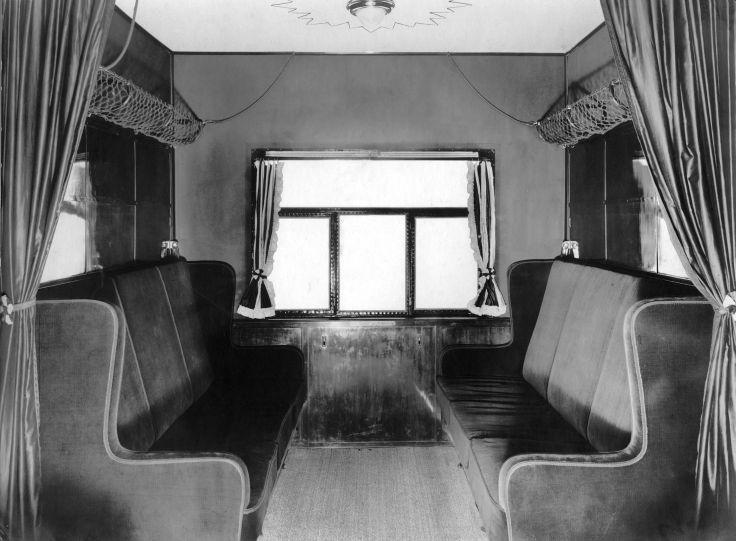
Utaskabin 1924-ben
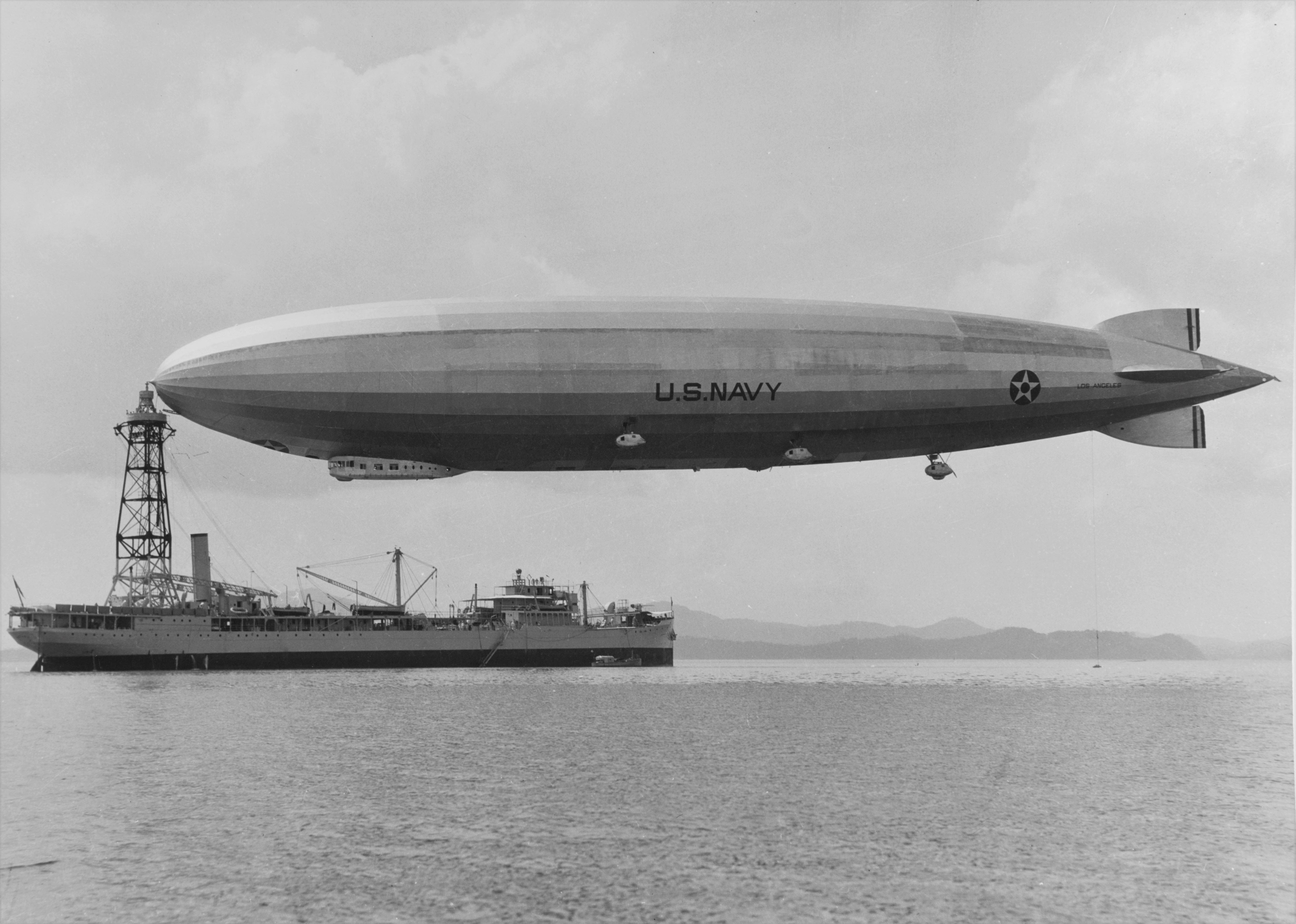
Lehorgonyozva a Patokához
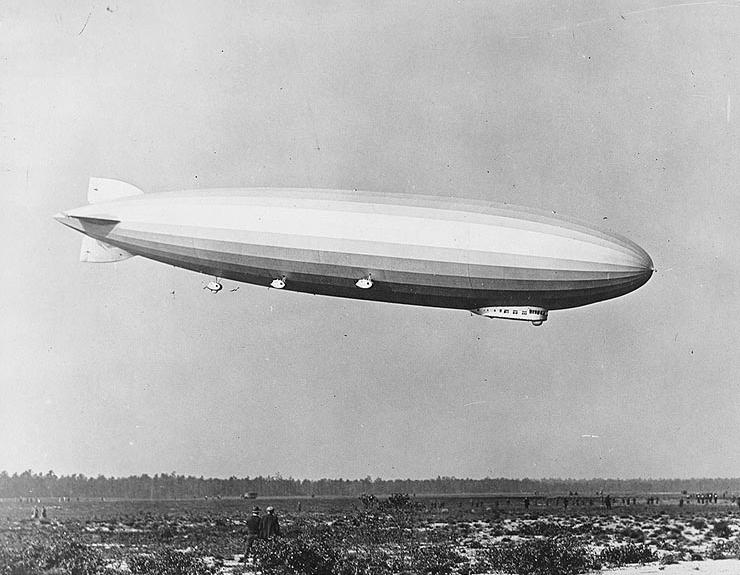
Leszállás közben Lakehurstnél
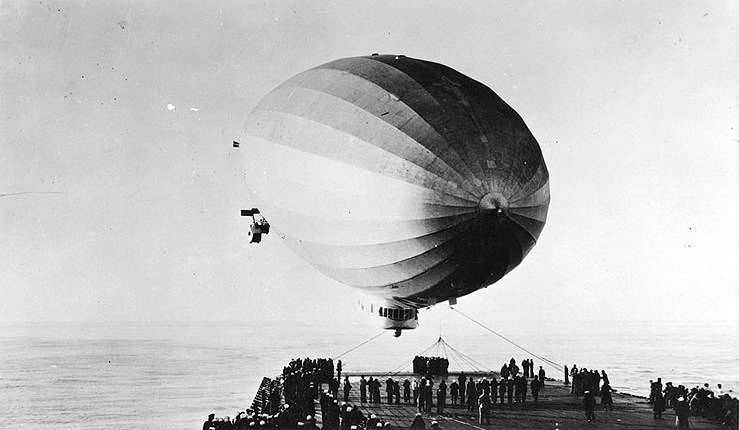
A Saratoga fedélzetéhez kötve